# Arrigo Simintendi
Arrigo Simintendi (Prato, XIV secolo – ...) è stato un notaio, letterato e traduttore italiano.

## Biografia
Non si hanno notizie biografiche del Simintendi, che è solo ricordato in documenti di archivio come «procuratore di Bonaccorso, di Ottone e di Simone fratelli e figliuoli del fu messer Berto dei Frescobaldi». Appare assieme ad Andrea Lancia in atti relativi a una causa del 2 aprile 1345.

## Opere
È autore del volgarizzamento delle Metamorfosi di Ovidio, certamente anteriore al 1333, poiché è citato nell'Ottimo Commento della Commedia di Dante Alighieri, attribuito a Andrea Lancia. Il volgarizzamento di Ovidio godette di una grande fortuna ed è tramandato da numerosi manoscritti.
Gli viene attribuito, su suggerimento di Gianfranco Contini, anche il volgarizzamento della Farsaglia di Lucano, conservato da un unico manoscritto della fine del Trecento della Biblioteca Riccardiana di Firenze.